# Kråkeneset
Ne doit pas être confondu avec Kråkeneset (Sveio).
Kråkeneset est une île norvégienne du comté de Hordaland appartenant administrativement à Bømlo.

## Description
Rocheuse et couverte d'arbres, à fleur d'eau, elle s'étend sur environ 191 m de longueur pour une largeur approximative de 134 m.  